# Rebelde
Rebelde este o telenovelă mexicană, transmisă original din 4 octombrie 2004 până pe 2 iunie 2006.
Rebelde a fost creat de Televisa. Este o adaptare a serialului argentinian Rebelde Way. Personajele originale au fost modificate și rescrise pentru audiența mexicană, unele personaje având trecuturi diferite în ambele versiuni chiar dacă aceste două versiuni conțin aproximativ aceleași personaje și aceeași acțiune. Serialul a avut trei sezoane.
Acțunea se petrece în mare parte la Elite Way School (fictiv), un prestigios liceu apropiat de Ciudad de Mexico. În această școală învață copiii persoanelor cu o foarte bună poziție socială, dar și elevi foarte inteligenți, bursieri. Personalul din liceu și părinții elevilor au propriile întâmplări care se desfășoară în paralel cu cele ale elevilor. O caracteristică a serialului este folosirea combinată (uneori) a cuvintelor spaniole și engleze, limba spanglish.

## Grupul muzical
Unul dintre lucrurile care au marcat acest serial a fost formarea grupului muzical RBD;producătorii serialului folosind această formație pentru a promova atât personajele cât și telenovela. Proiectul formației a depășit succesul serialului într-atât încât deja acestea sunt considerate proiecte separate. Formația are concerte și tururi naționale independente de telenovelă. Recent, au obținut un triplu disc de aur.
Un alt punct forte al poveștii, înafară de formația muzicală, sunt poveștile de dragoste dintre protagoniști( Roberta Pardo și Diego Bustamante și Miguel Arango și Mia Colucci) care au marcat acțiunea întregii serii.

## Personaje
Rebelde conține un important număr de acțiuni. Uneori, unele personaje secundare au pentru câteva episoade roluri centrale, pentru ca după aceea să revină la poziția lor mai puțin importantă. Unele dintre personajele principale sunt:
- Mia Colucci  este stereotipul fetei bogate și răsfățate. Este singura fiică a afaceristului multimilionar Franco Colucci; tatăl său i-a satisfăcut de fiecare dată capriciile și a iubit-o așa cum numai un părinte bun știe s-o facă, dar datorită afacerilor sale nu a reușit să-i acorde timpul necesar. În lipsa tatălui, mai mult plecat, și a mamei (despre care se credea că a murit pe când Mia era doar un bebeluș), fata crește cu mari carențe afective și dorindu-și să aibă o familie adevărată. Mia este egoistă, prost crescută, ; îi pasă doar de modă și de aparențe. Dar personalitatea superficială a Miei se schimbă când îl cunoaște pe Miguel Arango. Chiar dacă între ei doi se produce o dragoste la prima vedere, cei doi se încăpățânează să nege acest lucru din varii motive. Curând se transformă în "dușmani" și se ceartă mai tot timpul. Piesa ,,Salvame" interpretată de RBD este piesa relației dintre Miguel și Mia. Un alt lucru foarte important este războiul care există între Mia și Roberta Pardo la începutul serialului, dar care se va transforma într-o mare prietenie mai târziu.

- Roberta Pardo Rey este fiica rebelă a unei vedete numită Alma Rey. Chiar dacă mama sa o iubește necondiționat, Roberta simte că aceasta nu i-a oferit suficientă atenție și dragoste, datorită carierei sale ; de asemenea, Roberta nu acceptă faptul că mama ei este un sex-simbol .La început, Roberta este capricioasă, înfumurată si obraznică ; totuși, aceasta nu este decât o mască pentru că ea este de fapt o fată sentimentală și inimoasă. Viața ei ia o întorsătură neașteptată când îl cunoaște pe Diego Bustamante. La început, personalitățile puternice ale celor două personaje îi fac pe aceștia să devina dușmani. De-a lungul serialului, cei doi vor trăi o poveste foarte romantică. Piesa Este corazon interpretată de RBD este piesa celor doi. Roberta este faimoasă pentru trăznăile si farsele sale și pentru faptul că este liderul unei găști formată din ea, Lupita și Jose Lujan și pentru războiul pe care îl poartă împotriva Miei Colucci și a găștii sale, chiar dacă la sfârșit vor face pace, facilitând relația dintre părinții lor.

- Miguel Arango este un bursier venit de la Monterrey. Are o soră pe care o adoră dar pe care nu o poate vizita deoarece, pe lângă faptul că între ei este o distanță foarte mare, faptul că Miguel este bursier implică faptul că familia lui nu are o condiție materială prea bună. La început, Miguel sosește la Elite Way pentru a se răzbuna pentru ceea ce credea el că familia Colucci îi  făcuse familiei lui, chiar dacă cu timpul descoperă că acest lucru nu este adevărat și că tatăl lui murise din alte cauze. De la începutul telenovelei, Miguel și Mía Colucci se înțeleg foarte prost, dat fiind faptul că Mia, având un caracter foarte superficial (la începutul serialului), îl disprețuiește pentru simplul fapt că este bursier, însă, pe măsură ce acțiunea avansează, cei doi descoperă că au foarte multe lucruri în comun și devin prieteni. După destul de mult timp, descoperă sentimentele pe care le au unul pentru celălalt. Chiar dacă la început neagă faptul că ar simți ceva, mai târziu devin sinceri și între ei apare o frumoasă poveste de dragoste, relație care va evolua odată cu acțiunea. Mia și Miguel au reușit să se iubească în ciuda diferențelor economice, demonstrând că dragostea, afecțiunea și credința pot muta munții din loc.

- Diego Bustamante este fiul lui León Bustamante, un foarte puternic politician corupt. Diego este victima lipsei dragostei și afecțiunii tatălui lui și a personalității foarte slabe a mamei sale. De la părinții săi primește doar bani și îi sunt satisfăcute capriciile materiale. La începutul serialului, Diego este un copil prost crescut, arogant si un „casanova” care cucerește toate fetele „populare” din colegiu. Viața lui suferă o schimbare radicală când o cunoaște pe Roberta Pardo. Carențele afective ale amândurora îi vor face să se unească, iar dragostea îl va ajuta chiar să-și înfrunte tatăl. Totuși, în cele din urmă, dragostea a triumfat iar cei doi au putut să fie împreună.

- Celina Ferrer  este o fată supraponderală care are probleme cu alimentația. Se simte foarte rău pentru că nu are iubit. Provine dintr-o familie bogată și are o mamă autoritară și care nu are răbdare cu ea. Celina îi este loială până la moarte Miei Colucci , cea mai bună prietenă a sa.Chiar daca la inceputul filmului se cearta din cauza ca Celina il iubeste pe Miguel si este invidioasa pe Mia acestea ajung din nou prietene. Este de asemenea foarte bună prietenă cu Vico Paz, chiar dacă se ceartă frecvent cu aceasta. La sfârșitul serialului, Celina întâlnește dragostea adevărată într-un băiat care nu este elev la colegiu.

- Victoria "Vico" Paz  este prietena Miei, având o reputație de femeie ușoară. Chiar dacă provine dintr-o familie de clasă medie, în comparație cu colegii ei ea este o fată săracă, lucru care o face foarte nefericită. Deoarece are probleme cu familia sa, Vico și-a dezvoltat o personalitate materialistă și arivistă, obiectivul ei principal fiind acela de a se căsători cu un băiat bogat din colegiu care să o facă să urce pe scara socială. Dar, ca toate personajele serialului, personalitatea sa va evolua; Vico va înțelege că dragostea, prietenia și solidaritatea sunt mai importante decât lucrurile materiale și se transformă într-o fată nobilă și matură. De atunci va căuta dragostea adevărată pe care o va găsi foarte greu. În final se va îndrăgosti de Rocco. Vico aparține găștii Miei Colucci, opunându-se găștii Robertei Pardo

- Jóse Lujan Landeros este singura care a cunoscut adevărata sărăcie. Este cu un an mai mare decât colegii săi pentru că nu era la nivelul la care trebuia să fie în mod normal. La colegiu a lucrat și ca servitoare și s-a dedicat întru totul sportului. De asemenea, ea se ocupa și de îngrijirea copiilor de la orfelinat. Crede că a primit o bursă după ce a câștigat un concurs, dar apoi află că nu este așa, și că un bărbat misterios îi plătește studiile. Capătă o obsesie pentru acest om, iar la finalul serialului află ca Gaston Diestro este tutorele ei. După moartea acestuia, Jose Lujan îl iartă pentru tot răul pe care acesta i l-a făcut.

- Lupita (Guadalupe) Fernández este o fată timidă care provine dintr-o familie umilă. Lupita nu are tată, iar mama sa este o femeie acră care o ceartă și o face să se simtă prost. Sora mai mică a Lupitei este retardată mintal , și Lupe se simte foarte atașată de fetiță. Problemele mintale ale surorii ei și dificultățile economice ar putea explica intr-o oarecare măsură caracterul mamei sale (care se poartă rău și cu sora mai mică a Lupitei) . Singura persoană care o protejează este mătușa sa Mayra, care se poartă cu ea ca și cum ar fi adevărata ei mamă. Lupita trăiește o poveste tristă de dragoste cu Nico Huber, deoarece familia băiatului se opune relației dintre ei doi,deoarece Nico era evreu si Lupita nu era (în special mama lui Nico). Povestea dintre cei doi este una foarte scurtă, chiar dacă este una dintre cele mai romantice dintre poveștile de dragoste din acest serial. Este scurtă deoarece la finalul primului sezon, Nico pleacă în Israel și, chiar dacă încearcă să vorbească cu Lupita, mama lui Nico nu îi dă scrisorile acesteia din urmă, motiv pentru care cei doi se distanțează și, chiar dacă în al treilea sezon, Nico se întoarce, ei se despart, dragostea lor nemaifiind aceeași. Într-un final, Lupita își dă seama că dragostea ei adevărată este Santos.

- Teodoro "Téo" Ruiz-Palacios este tocilarul clasei, care suferă frecvent de atacuri de panică și care obișnuiește să folosească un inhalator. Îi este foarte greu să înfrunte faptul că fratele lui a murit din cauza dependenței de droguri, și că părinții lui neagă acest lucru. Téo se îndrăgostește de José Luján, o fată care are o personalitate total opusă și care îl va ajuta să înfrunte adevărul și să se schimbe în bine.

- Nicolás "Nico" Huber, băiat evreu, presat de familia lui să termine relația cu iubita sa catolică, Lupita. Tatăl lui Nico este ruinat și crede că nunta fiului său cu fiica unui prieten (un afacerist evreu bogat) este unicul lucru care-i poate salva de sărăcie. Mama lui Nico nu vrea ca fiul ei să fie împreună cu Lupita datorită prejudecăților rasiale și religioase. Nico este cel mai bun prieten al lui Miguel Arango.

- Juan "Giovanni" Méndez López este un băiat care încearcă să ascundă faptul că provine dintr-o familie din clasa "de jos" . Părinții lui s-au îmbogățit recent dar nu pot să ascundă originea lor umilă;sunt oameni de la țară fără maniere, dar cu suflet bun. Fiului lor îi este rușine cu ei pentru că Giovanni este o imitație de "băiat modern", încercând să pară o persoană care a trăit toată viața în bogăție și că este mai "cool" decât toți ceilalți. Este foarte bun prieten cu Diego Bustamante și face parte din "gașca" acestuia. Giovanni se crede irezistibil în fața femeilor și de aceea le face curte tuturor fetelor frumoase din colegiu, însă puține sunt cele care îi dau atenție. Unul dintre membrii formației RBD, Giovanni este unul dintre cele mai comice personaje din serial.

- Tomás Goycolea este prietenul din copilărie al lui Diego Bustamante și învață cu acesta la Elite Way School . La colegiu, Diego, Tomás și Giovanni formează o "gașcă" de prieteni inseparabili. Tomás provine dintr-o familie multimilionară și nu i-a lipsit nimic niciodată, cu excepția atenției și dragostei părinților săi. Are un caracter foarte slab; se refugiază în protecția pe care i-o oferă prietenii lui, pentru a evita să se confrunte cu propriile temeri. O parte nobilă a personalității sale este loialitatea față de prietenul său Diego, pe care îl apreciază ca pe un frate.

- Pilar Gandía este fiica directorului și are foarte puțini prieteni tocmai din această cauză, dar și pentru că este bârfitoare și indiscretă. La începutul serialului obișnuia să scrie în mod anonim un "ziar" de zvonuri și bârfe.Insa spre sfarsit isi da seama de greselile facute si de neplacerile cauzate mai ales Victoriei Paz spunand despre ea ca este o femeie usoara intr-o scrisoare anonima.Aceasta scrisoare ajunge la director si VIco este exmatriculata.In locul acesteia vine un baiat pe nume Juoaqin,acesta fiind baiatul unui bancher.Iar tatal lui Pilar o obliga sa fie cu el din cauza averii,insa mai tarziu Galia descopere ca acesta consuma droguri.

- Raquel Byron Sender este un personaj care prinde viață din al doilea sezon, chiar dacă apare din primul sezon. Este o fată cu un complex de superioritate , deoarece mama sa s-a căsătorit cu vărul unui prinț. Este foarte bună prietenă cu Michelle Piñeda și cu Pilar Gandia și Sol de la Riva. Împreună formează grupul Top Girl's, iar Raquel este ultima care părăsește acest grup, mai bine zis, o părăsește pe Sol.

- Enrique Madariaga este un profesor cu un aspect boem care încearcă de fiecare dată să rezolve problemele dintre ceilalți.Nu este de acord cu nedrepatatile facute de director si ii invata pe copii cum sa il infrunte pe Gandia.

- Alma Rey este mama Robertei Pardo și o faimoasă cântăreață și actriță. Fiind mamă singură, a trebuit să lupte pentru a-și crește fiica în același timp încercând să evolueze pe plan profesional pentru a-i oferi Robertei o viață plină de lux. Chiar dacă Alma își iubește și își răsfață fiica, profesia nu i-a permis să îi dedice acesteia timpul și înțelegerea necesară. Ea are o personalitate imatură (refuză să recunoască că este o femeie matură, urăște să audă că nu mai e o adolescentă și se comportă ca și cum ar fi sora, nu mama Robertei). Aceste lucruri au creat anumite probleme între ea și fiica sa. Imaginea de sex-simbol a Almei o înfurie pe fiica sa, care se simte inferioară mamei ei și în plus, Roberta este supărată că nu a avut un tată care să fie preocupat de ea (presupusul tată al Robertei trăiește departe de ea). Problemele de comportament pe care le are Roberta se agravează la colegiu. Pe lângă problemele cu rebela sa fiică, Alma va trebui să înfrunte și relația dragoste-ură pe care o are cu tatăl Miei, Franco Colucci, una dintre cele mai amuzante relații din serial.

- Franco Colucci , tatăl Miei Colucci, este un om de afaceri multimilionar și faimos, patronul firmei de confecții pentru femei „Colucci”. Franco este foarte cunoscut înafara Mexicului,deoarece produsele lui sunt bine cotizate în Europa și in alte centre importante de modă din lume, de aceea călătorește foarte mult în străinătate și este foarte mult timp departe de unica sa fiică. Totuși, Mia este cea mai importantă pentru el, de aceea a protejat-o și răsfățat-o excesiv, transformând-o într-o fată neobrăzată și imatură. Dându-și seama foarte târziu de asta, încearcă să-i impună anumite reguli disciplinare, lucru care nu face decât s-o facă pe Mia și mai rebelă decât este. Altă greșeală gravă a lui Franco este aceea de a-i ascunde fiicei sale faptul că mama sa trăiește. Totuși, el o face având intenții bune. În trecut, Franco a fost un „playboy” dar acum nu mai are timp de dragoste. Înafară de Mia, durerea lui de cap este  Alma Rey, mama Robertei Pardo. Ca majoritatea poveștilor de dragoste din serial (Mia și Miguel, Roberta și Diego), au început prin a fi dușmani și mențin o relație dragoste-urăplina de peripetii pe tot parcursul serialului.

- León Bustamante este un politician foarte cunoscut și influent. Este un bărbat fără scrupule care e dispus să facă orice pentru a obține puterea chiar daca trebuie sa calce numeroase persoane in picioare și a o păstra și care se folosește de putere și de acte de corupție pentru a se îmbogăți. Face abuz de banii săi în mod ostentativ, angajându-și o „armată” de paznici, ca și cum ar fi președintele republicii. Eleganța și manierele sale fine de aristocrat nu pot să ascundă felul său de a fi deoarece atunci când cineva îndrăznește să-l înfrunte dă dovadă de aroganță și înfumurare. Este un misogin și pentru el femeile reprezintă doar niște obiecte sexuale; își tratează soția ca și cum aceasta ar fi una dintre proprietățile sale, o proastă care are valoare pentru că este frumoasă. Vrea să le domine viețile fiilor lui și dorește ca aceștia să-l urmeze. Pentru León, fiul său cel mic, Diego este marea lui decepție deoarece crede că este un băiat slab și fără pic de bărbăție, nefiind bun de nimic. De aceea îl umilește mai tot timpul incercand să-i distrugă visele băiatului și să-l facă să-l urmeze. Pentru a-l „mitui” îi dăruiește cadouri foarte scumpe (cum ar fi mașini de ultimul tip); pentru că acest lucru nu funcționează, folosește duritatea.

- Mabel de Bustamante; soția lui León Bustamante și mama lui Diego. Este o femeie frumoasă,dar se lasa influentata de sotul ei.  Mabel se îmbracă foarte elegant dar totuși mult prea sexy pentru a fi soția unui politician ca León; chiar dacă nu merge până la extreme ca Alma Rey. Mabel este frivolă și nu foarte inteligentă, cel puțin așa pare, de aceea este stereotipul „femeii frumoase dar cu capul sec”. De asemenea, este un exemplu de „femeie trofeu” (o femeie frumoasă căsătorită cu un bărbat bogat și puternic care o expune ca pe un trofeu în plus). În adâncul sufletului, însă, Mabel este un om bun și își iubește mult fiul, pe Diego dar, fiind o persoană cu un caracter slab și care nu are încredere în forțele proprii, este incapabilă să îl înfrunte pe León pentru a-și proteja fiul. Mabel nu crede că își poate câștiga existența singură, așa că nu crede că ar putea să-și întrețină fiul cel mic (Diego) fără ajutorul soțului său, de aceea nu se desparte de acesta.

- Pascual Gandía este sadicul și avarul director al colegiului. Nu cunoaște prea bine limba engleza.Vrea sa fie bogat si de aceea face orice pentru bani.

- Gastón Diestro este responsabilul colegiului, la fel de dezagreat ca și predecesorul său, Esteban. Și el este îndrăgostit de Mia, care iese cu el doar pentru a-l face gelos pe Miguel. Gastón este tutorele lui Jóse Lujan.

- Santos Echagüe este un băiat singur care niciodată nu a avut prietenă. Inima sa va bate pentru Lupita și va reuși să o cucerească într-un final pe aceasta.Acestia vor traia multe momente de neuitat impreuna,ducand la o relatie romantica.

- Dolores „Lola” Fernandéz este sora vitregă a Lupitei. O urăște pe sora sa pentru că părinții ei o preferă pe ea. „În mod ciudat” se va îndrăgosti de toți băieții care se vor îndrăgosti de Lupita.

- Sabrina - cunoscută și ca Sorrino,  este fiica lui Johny Guzman, producătorul formației RBD. Se preface că se culcă cu Miguel profitând de faptul că într-o seară el era beat și nu iși dădea seama ce se întâmplă. Mia a avut multe certuri cu Miguel din cauza ei și chiar se despart când Mia află ce se credea că a făcut Miguel. Iese din telenovelă când Miguel descoperă că nu s-a întâmplat nimic pentru că a adormit.

- Johnny Guzmán este producătorul formației RBD și tatăl Sabrinei. Este caracterizat de accentul său mexicano-american.

## Grupurile
- Mia's Club format din Mía Colucci, Vico Paz și Celina Ferrer. Sunt cele mai populare fete din colegiu. Sunt foarte preocupate de aspectul lor: hainele , pantofii, părul, fața, corpul. De asemenea își îngrijesc silueta (mai puțin Celina). Le este foarte ușor să flirteze (mai puțin Celinei, care își spune de fiecare dată că este grasă) și se distrează făcând asta (mai ales Vico).

- Gatitas Rebuleras format din Roberta Pardo (Reverte) Rey, Jose Lujan Landeros și Lupita Fernandez; sunt cel mai rebel grup din poveste, fac ce vor, unde vor și când vor.

- Top Girl's format din Sol de La Riva, Raquel Byron Sender, Pilar Gandia și Michelle Piñeda; le unește ura față de Mia Colucci și Roberta Pardo.Vor încerca să se răzbune pe cei care le fac rău sau pe care nu-i agreează. În mod progresiv, grupul se diminuează în această ordine: Pilar (care se satură de lucrurile pe care le face Sol), Michelle (Sol o insultă) și Raquel (pe care Sol o minte în legătură cu o paradă de modă), până când rămâne doar Sol. După aceea, celelalte trei se împacă și se întorc împotriva lui Sol.

- Pollitas BB's format din Lola Fernandez (de aceea uneori se numește Lola's Club), Bianca Abril Delight, Agustina Medeiros și Viviane Resendez. Sunt cele mai mici din serial, fiind în anul 2. Viviane va părăsi serialul la finalul celui de-al doilea sezon. Lola, Viviane și Agustina, foarte agitate și energice, tind, în mod inconștient să o excludă pe Bianca din grup deoarece aceasta este mai calmă, dar la sfărșit ea își schimbă caracterul și învață să-și „trăiască” viața.

## Finalul serialului. RBD la família
Pe 2 iunie 2006 s-a transmis în Mexic episodul final al serialului „Rebelde”. 
În luna martie 2007 a început să fie transmis în Mexic un nou serial care va fi continuarea conceptului muzical RBD, dar nu și a telenovelei, numit „RBD la Familia”. Acest serial prezintă personaje și situații într-un alt mod decât telenovela și va avea o poveste totalmente separată de telenovela „Rebelde”. 
Totuși, se așteaptă ca un film bazat pe serial să fie făcut la sfârșitul lui 2007.
Pe 9 aprilie 2007 s-a transmis în România ultimul episod din serialul „Rebelde”.

## Distribuție
- Anahí - Mia Colucci
- Dulce Maria - Roberta Alejandra Pardo Rey
- Alfonso Herrera - Miguel Arango
- Christopher von Uckermann - Diego Bustamante
- Maite Perroni - Guadalupe "Lupita" Fernández
- Christian Chávez - Juan "Giovanni" Méndez López
- Zoraida Gomez - Jose Luján
- Karla Cossio - Pilar Gandía
- Estefania Villareal - Celina Ferrer
- Jack Duarte - Tomás Goycolea
- Eddy Vilard - Teodoro "Téo" Ruiz-Palácios
- Angelique Boyer - Victória "Vico" Paz Millian
- Rodrigo Nehme - Nicolás "Nico" Huber Ayute
- Enrique Rocha - León Bustamante
- Juan Ferrara - Franco Colucci
- Ninel Conde - Alma Rey
- Patricio Borghetti - Enrique Madariaga
- Leticia Perdigon - Mayra Fernández
- Grettell Valdez - Renata Lizaldi
- Tony Dalton - Gaston Diestro
- Felipe Najera - Pascual Gandía
- Tiare Scanda - Galia de Gandía Rosalez
- Lourdes Canale- Hilda Acosta
- Maria Fernanda Garcia - Alicia Salazar
- Pedro Weber "Chatanuga" - Pedro "Peter"
- Cynthia Copelli -Mabel Bustamante
- Ariane Pellicer -Nora Goycolea
- Jean Safont -Ricardo Mendiola
- Dobrina Liubomirova -Yolanda "Yuli" Huber Ayute
- Abraham Stavans -Joel Huber
- Francisco Avendaño -Gustavo Ruíz
- Paola Lavat -Márcia Ruiz Palácios
- Patricia Martinez -Luisa López
- Roberto Miranda -Cosme Méndez
- Fernanda de las Fuentes -Raquel Byron Sender
- Ronald Duarte -Jack Lizaldi Heidi
- Jorge Ponce -George Luckirin
- Michelle Renault -Michelle Piñeda
- Alejandra Peniche -Damiana de Ferrer
- Xochitl Vigil -Rosa Fernández
- Gabriela Bermúdez -Elena Arango Cervera
- Gerardo Klein -Fernando Ferrer
- Jesus Falcon -Augusto Paz Millian
- Jacqueline Voltaire -Lisette Millian
- Michael Gurfinkell -Joaquín Mascaro
- Aitor Iturrioz -Esteban Nolasco
- Ana Bolena -Belén Mendez Pacheco
- Carlos Balart -Donato
- Fernando Morin -Antonio Pardo
- Hector Gomez -Hilario
- Julio Camejo -Mauro
- Fernanda Polín -Karen
- Nicolas Krinis -Jacó
- Liuba de Lasse -Catarina "Cata"
- Jessica Salazar -Valeria Olivier
- Malillany Marín -Luz Viviana Olivier
- Manola Diez -Pepa
- Sergio Garcia -Rodrigo
- Dylan Obed -Marcelino
- Siny -Dulce Fernández
- Miguel Rodarte -Carlo Colucci
- Luis Fernando Peña -Simon
- Samantha Lopez  -Julieta
- Victor Gonzalez -Facundo
- Beatriz Shantal -Paola
- Tessa Norvind -Dolores "Loly" Arango Cervera

Din al doilea sezon:
- Viviana Ramos -Dolores "Lola" Fernández Arregui
- Allisson Lozano -Bianca Delight Abril
- Diego González -Rocco Bezauri
- Grisel Margarita -Anita
- Marco Antonio Valdés -Dante
- Carlos Girón -Iván "Roger"
- Maria Fernanda Malo "Fuzz" -Sol de la Riva
- Derrick James -Santos Echagüe Hobles
- Lisardo Guarinos -Martin/Octávio Reverte
- Lourdes Reyes -Júlia Lozano
- Eleazar Gomez -Francisco Leonardo Blanco Goycolea
- Ernesto Díaz -Maurício Garza Alebrija
- Antonio Sainz -Iñaki Urcola dos Santos
- Nailea Norvind -Marina Cáceres
- Georgina Salgado - Augustina Lauman Medeiros
- Alfonso Iturralde -Hector Paz
- Rafael Inclán -Guillermo Vásquez
- Raúl Ochoa -Alberto de la Riva
- Rocío Cárdenas -Fátima Diaz
- Florencia de Saracho -Romina
- Mariana Ríos -Viviana Fernández Arregui

Din al treilea sezon
- Claudia Schmidt -Sabrina Guzman
- Eugenio Siller -Luciano
- Mauro Mercado - Walter
- José Ron -Elso
- Patsy -Inês Alanis
- Mike Biaggio -Javier Alanis
- Monique Vargas -Paloma Torres
- Roxana Martinez -Milagrosa

## Dublaj în portugheză
- Miguel Arango: Marcos Souza
- Mia Colucci: Flávia Saddy
- Diego Bustamante: Caio César
- Roberta Pardo: Flávia Fontenelle
- Nicolás "Nico" Huber: Thiago Fagundes
- Teodoro "Téo" Ruiz-Palacios: Luiz Sérgio Vieira
- Santos Echagüe: Renan Freitas
- Celina Ferrer: Mariana Torres
- Victória "Vico" Paz: Fernanda Crispim
- Tomás Goycolea: Marcus Junior
- Juan "Giovanni" Méndez: Márcio Chavez
- Jose Luján Landeros: Iara Riça
- Lupita Fernández: Ana Lúcia Menezes
- Sol De La Riva: Carol Crespo Simões
- Pilar Gandía: Christiane Monteiro'
- Jack Lizalde: Carlos Eduardo
- Galia de Gandía: Mabel César
- Ricardo Mendiola: Orlando Drummond
- Jacqueline Piñeda: Erika Menezes
- Rocco Bezzauri: Rodrigo Antas
- León Bustamante: Márcio Simões
- Dolores "Lola" Fernández: Lina Mendes
- Alma Rey: Gabriela Bicalho
- Franco Colucci: Julio Chaves
- Pascual Gandía: Malta Junior
- Gaston Diestro: Peterson Adriano
- Alicia Salazar: Mariangela Cantú
- Enrique Madariaga: Cláudio Galvan
- Isaac Urcola: Reinaldo Buzzoni
- Sabrina Guzman: Guilene Conte
- Pedro "Peter": Ednaldo Lucena
- Mayra Fernández: Juraciara Diácovo
- Martin Reverte/Otavio Reverte: Philippe Maia

## Țări în care serialul a fost sau este difuzat
- Mexic
- România
- Chile
- Columbia
- Costa Rica
- El Salvador
- Statele Unite
- Puerto Rico
- Peru
- Venezuela
- Brazilia
- Spania
- Ecuador
- Angola
- Republica Dominicană
- Paraguay
- Guatemala
- Bolivia
- Indonezia
- Nicaragua
- Israel
- Japonia
- Canada
- Honduras
- Rusia
- India
- Anglia
- Grecia